# Колльєрвілл (Теннессі)
Колльєрвілл (англ. Collierville) — місто (англ. town) в США, в окрузі Шелбі штату Теннессі. Населення — 51 324 особи (2020).

## Географія
Колльєрвілл розташований за координатами 35°3′24″ пн. ш. 89°41′35″ зх. д. / 35.05667° пн. ш. 89.69306° зх. д. (35.056685, -89.693176).  За даними Бюро перепису населення США в 2010 році місто мало площу 76,18 км², з яких 75,86 км² — суходіл та 0,31 км² — водойми. В 2017 році площа становила 93,52 км², з яких 93,32 км² — суходіл та 0,20 км² — водойми.

## Демографія
Згідно з переписом 2010 року, у місті мешкало 43 965 осіб у 15 179 домогосподарствах у складі 12 596 родин. Густота населення становила 577 осіб/км².  Було 15781 помешкання (207/км²).
Расовий склад населення:
| - 79,7 % — білих - 10,9 % — чорних або афроамериканців - 7,1 % — азіатів - 0,2 % — корінних американців |

До двох чи більше рас належало 1,3 %. Частка іспаномовних становила 2,6 % від усіх жителів.
За віковим діапазоном населення розподілялося таким чином: 28,9 % — особи молодші 18 років, 62,1 % — особи у віці 18—64 років, 9,0 % — особи у віці 65 років та старші. Медіана віку мешканця становила 39,2 року. На 100 осіб жіночої статі у місті припадало 95,2 чоловіків;  на 100 жінок у віці від 18 років та старших — 92,1 чоловіків також старших 18 років.
Середній дохід на одне домашнє господарство  становив 125 547 доларів США (медіана — 110 084), а середній дохід на одну сім'ю — 136 405 доларів (медіана — 120 376). Медіана доходів становила 83 085 доларів для чоловіків та 52 867 доларів для жінок. За межею бідності перебувало 4,0 % осіб, у тому числі 6,0 % дітей у віці до 18 років та 2,2 % осіб у віці 65 років та старших.
Цивільне працевлаштоване населення становило 24 084 особи. Основні галузі зайнятості: освіта, охорона здоров'я та соціальна допомога — 21,5 %, транспорт — 14,0 %, виробництво — 13,5 %.